# I Believe in You (песня Кайли Миноуг)
«I Believe in You» — песня австралийской певицы Кайли Миноуг с её сборника песен Ultimate Kylie (2004), выпущенный 6 декабря 2004 года. В записи песни принимали участие Джейк Ширс, Скотт Хоффман (Babydaddy) из группы Scissor Sisters, а также Кайли Миноуг. В 2005 году песня была представлена в номинации «Лучший поп-релиз» и «Лучшая исполнительница» на АRIA Awards, а в 2006 году получила номинацию «Лучшая танцевальная запись» Грэмми.
Песня вошла в топ-20 чартов многих стран.

## Композиция
«I Believe in You» — это поп-песня  в стиле евродиско, в которой используются синтезаторы и клавишные. Лирика песни, написанная в соавторстве с Миноуг, описывает, как она не верит ни во что, кроме своего возлюбленного, хотя в песне подробно говорится о духе, в которого верит певица, отсюда и текст: «Я не верю, что когда ты умрешь, я не буду чувствовать твоё присутствие».

## Музыкальное видео
Премьера клипа состоялась в ноябре 2004 года. Видео получило широкую ротацию на MTV-Russia, попало в SMS-Чарт. Музыкальное видео отмечено использованием высококачественных визуальных эффектов. В клипе Кайли танцует и поет в огромной сфере, переливающейся неоном, позже перед флуоресцентным экраном. В финале видео появляются танцоры в переливающихся костюмах. В целом в клипе четыре локации, Кайли надевает 4 разных костюма, у нее 2 разные прически, а в одной из сцен вокруг ее глаз нанесены блестки.

## Критика
Получила положительные отзывы многих музыкальных критиков. Марк Эдвардс из журнала Stylus Magazine назвал песню «шедевром» и «сказочным возвращением к форме» после предыдущего альбома Body Language, который не получил высоких отзывов со стороны музыкальных критиков.

## Чарты
| Страна (2004-05)       | Позиция |
| ---------------------- | ------- |
| Австралия              | 6       |
| Австрия                | 4       |
| Бельгия                | 13      |
| Великобритания         | 2       |
| Германия               | 12      |
| Греция                 | 25      |
| Дания                  | 2       |
| Европейское MTV Top 20 | 1       |
| Испания                | 5       |
| Италия                 | 11      |
| Нидерланды             | 14      |
| Норвегия               | 13      |
| Португалия             | 1       |
| Румыния                | 1       |
| Финляндия              | 20      |
| Франция                | 35      |
| Швейцария              | 6       |
| Швеция                 | 16      |
| Шотландия              | 2       |